# Лойхтенберг
Лойхтенберг (нім. Leuchtenberg) — громада в Німеччині, розташована в землі Баварія. Підпорядковується адміністративному округу Верхній Пфальц. Входить до складу району Нойштадт-ан-дер-Вальднааб. Складова частина об'єднання громад Теннесберг.
Площа — 32,37 км2. Населення становить 1129 ос. (станом на 31 грудня 2020).

## Галерея

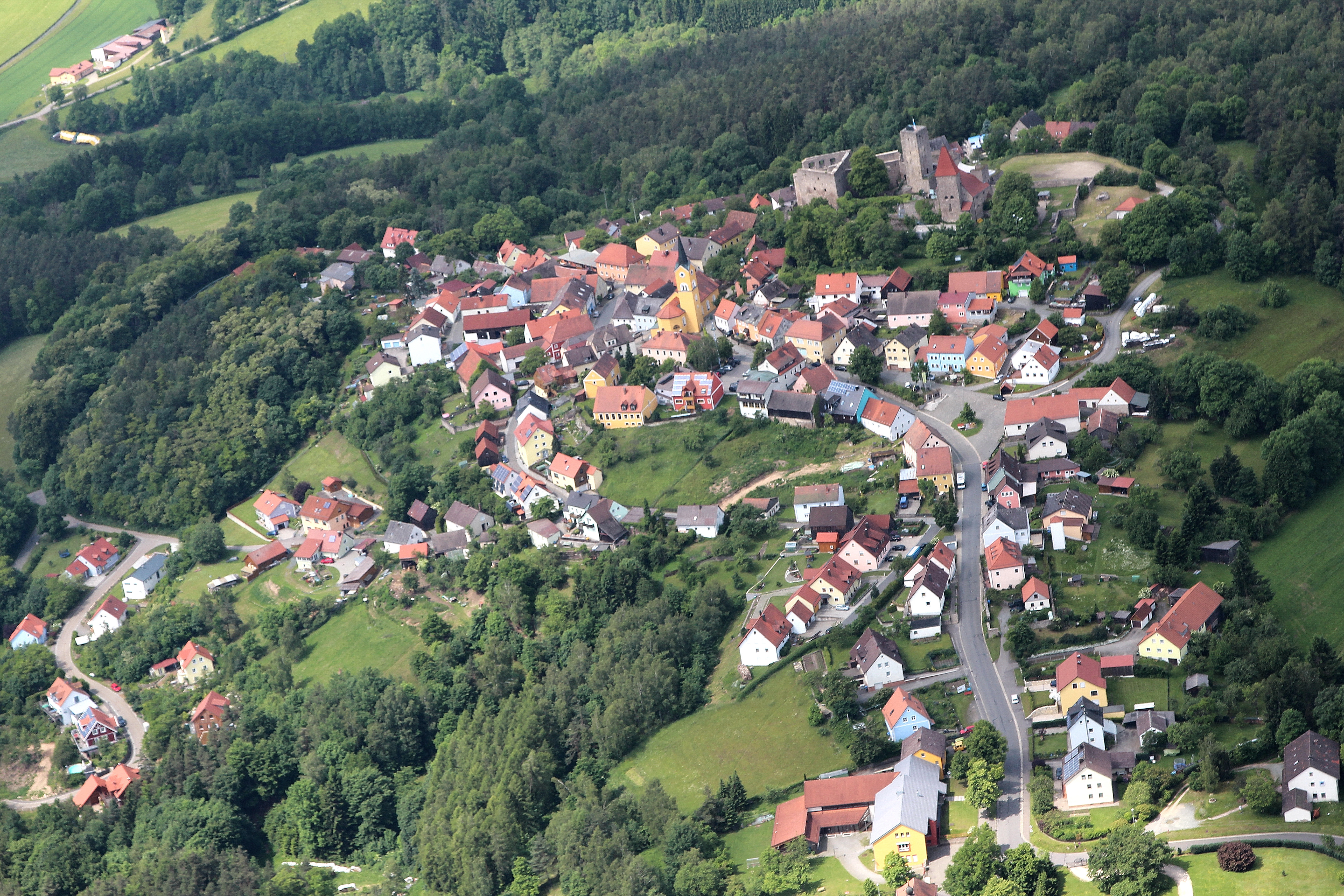
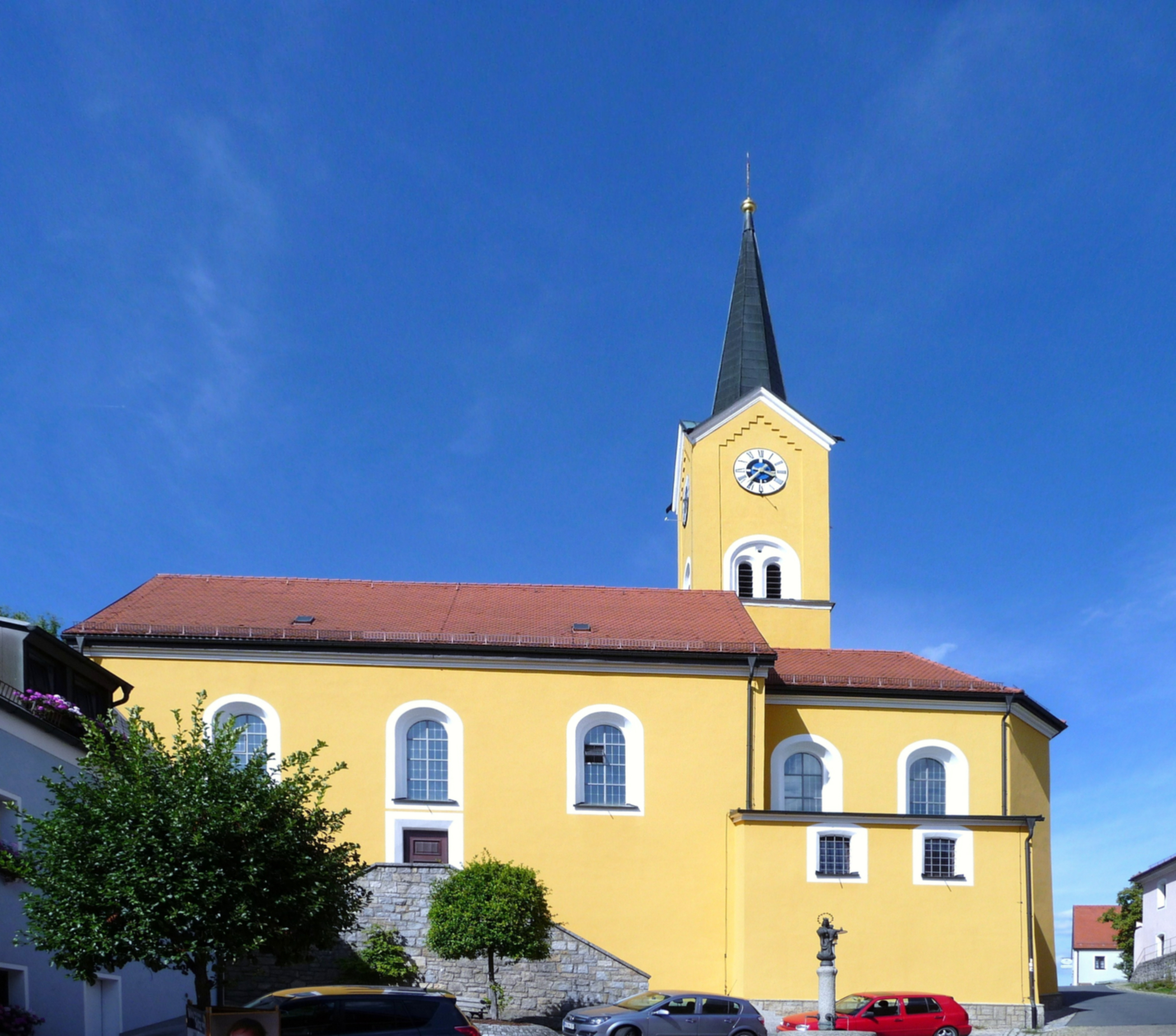